# Миланско херцогство
Миланското херцогство (на италиански: Ducato di Milano) е от 1395 до 1797 г. стара държава в Северна Италия, част от Свещената Римска империя. Обект на френско-хабсбургските войни, то е подчинено на Испания от 1559 г. и на Австрия от 1707 г. През вековете разширяването му варира доста, като в началото на 15 век по времето на Джан Галеацо Висконти достига максималното си разширение, включвайки почти цяла Ломбардия, части от Пиемонт (Новара, Верчели, Тортона, Алесандрия, Асти), Венето (Верона, Виченца, Фелтре, Белуно) и Емилия ( Парма, Пиаченца, Болоня и др.), както и временна окупация на райони на Централна Италия (Пиза, Сиена, Перуджа, Асизи).
През 15 век Венеция завладява бившето владение на Висконти Венето, както и Бергамо, Бреша и Крема, поради което в края на века със Сфорца херцогството се стабилизира в западната половина на сегашния италиански регион Ломбардия, с части от Пиемонт и Емилия, в допълнение към Кантон Тичино в днешна Швейцария. Между 16 и 17 век то губи Парма и Пиаченца (които отиват у Църквата и след това у рода Фарнезе), както и Кантон Тичино и Валтелина, които попадат в швейцарските кантони и в Граубюнден. В началото на 18 век то губи цялата пиемонтска и ломбардска област западно от река Тичино, като ломбардскаат област съответства на анексираната от Савоя Ломелина. През 1708 г. обаче херцогството анексира Херцогство Мантуа.

## История

### Висконти: основатели на херцогството
Съдбата на Милано е преплетена от 13 век с тази на Дом Висконти, чиито представители възобновяват политиката на териториално разширение, наследена от Синьория Милано. Един от първите представители на Висконти начело на Милано е Отоне Висконти, избран за архиепископ през 1262 г. Той побеждава семейство Дела Торе в битката при Дезио през 1277 г. През първата половина на 14 век неговите внуци и правнуци, управляващи Милано (Матео, Галеацо I, Ацоне, архиепископ Джовани), разширяват областта на влиянието на Висконти върху околните райони. Подобна политика на разширяване и консолидация се провежда през втората половина на века от техните наследници (Матео II, Бернабò и Джан Галеацо). След период, белязан от напрежение между различните членове на могъщото семейство, Джан Галеацо Висконти – племенник на Бернабо идва на власт през 1385 г. с държавен преврат и постепенно обединява обширните семейни владения, разпръснати в Северна Италия. Твърди се, че териториите, подчинени на неговото господство, носят на Джан Галеацо за една година, в допълнение към редовия доход от 1 200 000 златни флорина, още 800 000 допълнителни субсидии.

### Висконтско херцогство (1395 – 1447)
Херцогството е официално учредено на 11 май 1395 г., когато Джан Галеацо Висконти – бивш имперски викарий и Dominus Generalis на Милано получава титлата „Херцог на Милано“ чрез диплома, подписана в Прага от Вацлав Люксембургски – крал на римляните и на Бохемия (1378 - 1400). Назначаването е ратифицирано и отбелязано в Милано на 5 септември 1395 г. Джан Галеацо Висконти получава позволението да раздели змията на Висконти с императорския орел на новото херцогско знаме.
Имперската диплома от 1395 г., с която се установява новото херцогство, обхващащо само град Милано и неговото контадо, е последвана от втори документ от 13 октомври 1396 г., с който херцогските правомощия се разпростират върху всички владения на Висконти и в който са споменати най-значимите центрове на херцогството: Алесандрия, Асти, Авенца (Карара), Басано дел Грапа, Белуно, Бергамо, Бобио, Борго Сан Донино (Фиденца), Бормио, Бреша, Крема, Кремона, Комо, Фелтре, Лоди, Новара, Нови Лигуре, Парма, Пиаченца, Понтремоли, Реджо Емилия, Рива дел Гарда, Рока д'Арацо, Сардзана, Сончино, Тортона, Верчели, Верона и Виченца. Освен това законното мъжко първородство е прието за династична приемственост и е създадено Княжество Павия – прерогатив на престолонаследника. През 1397 г. с друга имперска диплома се установява Графство Анджера сред владенията на Висконти (25 януари 1397 г.). Фалшива обаче е една друга имперска диплома, подписана от самия Вацлав IV в Прага на 30 март 1397 г., с която кралят на римляните провъзгласява Джан Галеацо и за Dux Lombardiae.
След смъртта на Джан Галеацо Висконти през 1402 г. младият му син Джовани Мария не успява да запази завоеванията на баща си. Херцогството претърпява бърз разпад, започвайки от Поскиаво, което след две години бунт през 1408 г. преминава към Кадейската лига, докато Папата вече е завладял Асизи, Перуджа и Болоня с Мира от Каледио от 25 август 1403 г. и Тосканските републики отново са станали независими, венецианските градове са преотстъпени, а Ланге и Реджо Емилия са у рода Есте.
През 1412 г. Джовани Мария е убит в Милано от конспиратори, ужасени от честите му убийствени мании. Той е наследен на трона от по-малкия си брат Филипо Мария, който, след като си възвръща контрола над голяма част от херцогството, възобновява експанзионистичната политика, водена от Джан Галеацо, и влиза в конфликт с Венецианската република. Войната, обявена през 1426 г., продължава няколко години и завършва с Мира от Ферара (1428 г., според който Филипо Мария Висконти отстъпва градовете и териториите на Бреша и Бергамо на Венеция, анулирайки подаръка на Верчели, направен на Савоя, за да се защити от конфликт на два фронта. Разочарованието на херцога от тази шумна стратегическа грешка се прехвърля върху нещастната му съпруга Мария Савойска.
След смъртта без наследници на Джована II Анжуйска (1435 г.) короната на Неаполитанското кралство е оспорвана между Анжуйците и Арагонците. Филипо Мария Висконти сформира лига с Венеция и с Флоренция, и застава на страната на Анжуйците. По-късно, при една от честите си смени в подкрепата, той преминава на страната на Арагонците, но е победен от бившите съюзници, водени от кондотиера наемник Франческо Сфорца. През 1441 г. Филипо Мария подписва Мира от Кремона, с който отстъпва други земи на Венецианската република и дава своята извънбрачна дъщеря Бианка Мария на Франческо Сфорца. Като зестра тя носи Кремона и провинция с изключение на Кастелеоне и Пицигетоне – крепост, която е разменена с Понтремоли в Луниджана.

### Златна Амвросианска република (1447 – 1450)
След смъртта на Филипо Мария – последният от Висконти през август 1447 г. е създадена т. нар. „Златна Амвросианска република“ – форма на републиканско управление, установена от група милански благородници. Републиката поверява защитата срещу Венеция на Франческо Сфорца, който, надарен със значителни стратегически умения, се възползва от кризата на републиката, за да бъде номиниран за херцог на Милано на 25 март 1450 г.

### Първо херцогство на Сфорца (1450 – 1499)
Венеция не изоставя желанието си за разширение в Ломбардия. Тя сключва съюз с краля на Неапол Алфонсо V Арагонски и с император Фридрих III Хабсбург (1440 - 1493) срещу Франческо I Сфорца и неговите съюзници. Падането на Константинопол, завладян от турците, обаче застрашава структурата на венецианските владения в Егейско море и след 4 години война е подписан Мирът от Лоди (април 1454 г.).
С този документ Франческо Сфорца и Алфонсо V Арагонски са признати съответно за херцог на Милано и за крал на Неапол, Венецианската република разширява владението си до река Ада и е сключена Пресветата италийската лига срещу турците.
Политическото равновесие, постигнато с Мира от Лоди, продължава до смъртта на Лоренцо Великолепни (8 април 1492 г.) и слизането на император Карл VIII в Италия (1494 г.), с изключение на някои швейцарски набези, които водят до Мира от Люцерн.
Галеацо Мария – син на Франческо Сфорца е убит в конспирация поради неговото управление, смятано от мнозина за тиранично. Синът му Джан Галеацо управлява под регентството на майка си Бона Савойска, докато чичо му Лудовико 'Мавъра' узурпира трона на херцогството. Лудовико Мавърът е син на Франческо Сфорца и успява да получи закрилата на своя племенник Джан Галеацо, и да го затвори в замъка на Павия, където през 1494 г. той умира при мистериозни обстоятелства и не малко подозрения се въртят около самия Мавър.
Следователно отношенията между Лудовико и Фердинандо Арагонски се влошават: Джан Галеацо всъщност е съпруг на племенницата на краля на Неапол, който застава на страната на законния наследник. Лудовико „Мавърът“ отговаря, като насърчава френския крал Шарл VIII да претендира за Неаполитанското кралство, тъй като до 1442 г. неаполитанският трон принадлежи на френския дом Анжу. През 1494 г. Шарл VIII слиза в Италия и завладява Неапол, нарушавайки баланса между различните италиански държави и започвайки Италианските войни (1494 - 1559).

### Френско завоевание (1499 – 1512)
През 1495 г. Шарл VIII е изгонен от полуострова от лига, съставена от италианските държави, Свещената Римска империя, Испания и Англия. Само три години по-късно обаче, през 1498 г., Орлеанският херцог, който става крал на Франция с името Луи XII, отстоява претенциите си към Миланското херцогство: през 1389 г. един от неговите предци – Луи Туренски става съпруг на Валентина Висконти – дъщеря на херцог Джан Галеацо, чийто брачен договор постановява, че в случай на изчезване на Династията Висконти титлата „Херцог на Милано“ ще отиде у потомците на Валентина. Луи XII, протестиращ срещу законния наследник на Висконти, нахлува в миланската държава през 1499 г. и прогонва Лудовико „Мавъра“. Бившият владетел напразно се опитва да се противопостави на трансалпийските войски, и моли също императора за помощ, но успява само за кратко да си върне столицата и няколко други земи. Разгромен и взет в плен в Новара през 1500 г., той е депортиран в замъка Лош в Кралство Франция, където умира на 27 май 1508 г.

### Второ херцогство на Сфорца (1512 – 1515)
Луи XII остава херцог на Милано до 1512 г., когато швейцарската армия прогонва френската от Ломбардия и поставя Масимилиано Сфорца – син на Лудовико “Мавъра“ на миланския трон. Между 1512 и 1515 г. швейцарските кантони контролират херцогството де факто.

### Второ френско херцогство (1515 – 1521)
При управлението на Франсоа I френската корона успява да си възстанови суверенитета над Миланското херцогство. През 1515 г., след кървавата битка при Мариняно, която води до поражението на швейцарската армия, френският суверен сваля Масимилиано Сфорца и се възкачва на херцогския трон. Въпреки поражението обаче швейцарците успяват да запазят териториите по пътя, водещ от прохода Сен Готард до портите на Комо (днешният Кантон Тичино). Договорът от Нойон от 1516 г. потвърждава владението на французите над Миланското херцогство. Франсоа I управлява херцогството до 1521 г., когато Карл V – крал на Испания и император на Свещената Римска империя издига младия брат на Масимилиано – Франческо II Сфорца на трона на херцогството.

### Трето херцогство на Сфорца (1521 – 1535)
След решителното поражение на Франция в битката при Павия на 24 февруари 1525 г., което оставя имперските сили на Карл V да доминират над Италия, Франческо II Сфорца се присъединява към Лигата на Коняк срещу императора: заедно с него са и Венецианската република, Флопентинската република, папа Климент VII и Кралство Франция. Херцогът бързо е победен от имперските войски, но успява да запази контрола над някои градове и крепости на херцогството. Това е благодарение на Венецианска република, която отстъпва цялото крайбрежие на Пулия (Бриндизи, Монополи, Галиполи, Полиняно, Лече, Бари и Трани) в замяна на оттеглянето на имперските претенции към Милано, и поради факта, че Карл V не иска да се сблъска с венецианците и знае, че няма средства да спечели войната, тъй като венецианците са твърде притеснени Милано да не попадне в неговите ръце, при условие че че те не се считат за „подходящи да го окупират, нито пък способни да го запазят“. Франческо II Сфорца умира без наследници през 1535 г., отваряйки нов въпрос за наследяването на трона. През 1532 г. той иска и получава от папа Климент VII издигането на Виджевано – град, с който семейството му винаги е било дълбоко свързано, като столица на Виджеванаско, след като през 1530 г. получава титлата на град и епископия по същите начини.

### Испански период (1559 – 1707)
Кралят на Франция Франсоа I и император Карл V претендират за херцогството, като водят война. Императорът, заявявайки го като имперско владение след изчезването на Сфорца, получава контрола над херцогството и поставя там сина си Филип с имперска диплома, подписана в Брюксел на 11 октомври 1540 г. и оповестена публично през 1554 г. Властта на Филип над херцогството е окончателно призната от френския крал Анри II през 1559 г. с Мира от Като Камбрези. Херцогството, изгубило всички форми на независимост, е сведено до регионална държава, подложена на чуждо господство до края на своята история.

### Австрийско управление (1714 – 1797)
С Баденския договор, който слага край на Войната за испанското наследство, Миланското херцогство е преотстъпено на Австрийските Хабсбурги#Австрийските Хабсбурги до 1740 г..
През 18 век площта на херцогството, въпреки сливането му през 1745 г. с тази на Херцогство Мантуа, което обаче има силна автономия по отношение на Милано, е допълнително намалена, достигайки по-малък размер дори от днешна Ломбардия: всъщност Бергамо, Бреша, Крема, Валтелина, Олтрепо Павезе и Ломелина не принадлежат към него.
Управлението на Австрийските Хабсбурги се характеризира със значителни административни реформи, които владетелите на австрийския дом, вдъхновени от принципите на т. нар. просветен абсолютизъм, въвеждат на своите ломбардски територии: например реорганизацията на кадастъра, премахването на църковната цензура, развитието на копринената индустрия.

### Край на херцогството
След победоносната кампания на Наполеон Бонапарт в Северна Италия през 1796 г. херцогството, поверено на временен правителствен съвет, е отстъпено на Френската република от Хабсбургите с Договора от Кампоформио през 1797 г. Но още през 1796 г. французите създават васалната държава Транспаданска република на териториите на Миланското херцогство, която се слива с Цизпаданската република през 1797 г., образувайки Цизалпийската република, чиято столица става Милано. След поражението на Наполеон, въз основа на решенията от Виенския конгрес от 9 юни 1815 г., Миланското херцогство не е възстановено, а става част от Кралство Ломбардия-Венеция, зависимо от Австрийската империя.

## География

### Територия
Херцогството, чиито граници се променят значително с течение на времето, има за столица град Милано и включва главно Ломбардия с изключение на територията на Мантуа, която принадлежи на семейство Гондзага. То се простира, макар и в някои случаи едва за няколко години, между Емилия, Лигурия, Корсика, Пиемонт, Тоскана и Венето, като дори достига земите на сегашния швейцарски кантон Тичино. Формално е част от Свещената Римска империя, но де факто е независимо.
След достигане на максималното си разширение при Джан Галеацо, който умира през 1402 г., границите на Миланското херцогство постепенно намаляват, докато в края на австрийската епоха то включва само територията между Швейцария, Тичино, По и Ада с част от района на Кремона и на Мантуа.
През 15 век районите, които сега съставляват кантон Тичино, са многократно нападани от швейцарците. Границите на херцогството към Швейцария - днешната граница между Ломбардия и Конфедерация Швейцария с изключение на Валтелина, която принадлежи на Граубюнден до 1797 г., се стабилизира през 1515 г. след поражението на швейцарската армия в Мариняно, нанесено ѝ от венецианските и френските сили.

### Окръзи и епархии
Херцогството не е в състояние да се трансформира в унитарна държава, но изразява местната си власт чрез старите контадо – провинциални територии на старите господарства (синьории), анексирани през 14 век и до голяма степен съответстващи на католическите епархии. Почти половината от територията му е загубена след смъртта на Джан Галеацо Висконти.
- Милано с цялата му архиепархия
- контадо и епархия на Александрия: от 13 януари 1347 г.
- контадо и епархия на Комо: от 25 юли 1335 г. Орязана на няколко пъти от експанзията на Швейцария от Поскиаво през 1406 г., за да достине до днешния Кантон Тичино с цяла Валтелина вследствие на войните през Ренесанса.
- контадо и епархия на Кремона: от 18 юли 1334 г. Орязване на Кремаско (северната част на Провинция Верона) след Мира от Бреша (24 септември 1449 г).
- контадо и епархия на Лоди: от 31 август 1335 г.
- контадо и епархия на Новара: от 22 май 1332 г.
- контадо и епархия на Тортона: от 13 януари 1347 г.
- княжеско окръг и епархия на Павия: от 13 ноември 1359 г.
- окръг и епархия Бергамо: от 27 септември 1332 г. до Мира от Ферара от 19 април 1428 г.
- окръг и епархия на Бреша: от 8 октомври 1337 г. до 20 ноември 1426 г., както е потвърдено от Мира от Ферара (1428 г.)
- окръг и епархия на Верчели: от 1334 г. до сватбата на Мария Савойска на 2 декември 1427 г.
- окръг и епархия Реджо Емилия, от 17 май 1371 г. до убийството на Отобуоно де' Терци през 1409 г.
- окръг и епархия на Белуно, от 1388 до 1404 г.
- окръг и епархия на Фелтре, след тези на Белуно
- окръг и епархия на Виченца, от експулсирането на рода Скалиджери през 1387 до 1404 г.
- господарство и епархия на Верона, от експулсирането на рода Скалиджери на 18 октомври 1387 г. до капитулацията на Верона пред Венеция на 24 юни 1405 г.
- господарство и епархия на Падуа, от експулсирането на рода Да Карара през 1388 г. до 1390 г.
- Република Лука, протекторат от периода на Паоло Гуиниджи
- Република Пиза, подчинена на Джан Галеацо Висконти, от 1399 до 1406
- Република Сиена, подчинена на Джан Галеацо Висконти, от 1399 до 1404 г.
- господарство и епархия на Болоня, от поражението на рода Бентивольо в битката при Казалекио на 26 юни 1402 г. до Мира от Коледио на 25 август 1403 г.
- господарство и епархия на Перуджа, от 21 януари 1400 г. до Мира от Коледио на 25 август 1403 г.
- окръг и епархия на Асизи, вследствие на перуджанците
- окръг и епархия на Асти, от 14 август 1347 г. с прекъсване до прехвърлянето чрез брак на Валоа през 1387 г.
- Мондови и неговата епархия, от 1347 г. с прекъсване до 1402 г.

## Демография
Миланското херцогство включва една от най-гъсто населените територии в Европа. При липса на преброявания преди това от 1750 г. е невъзможно да се познава точната демография и могат да се ползват само оценки. Бонвезин де ла Рива, който пише към края на 13 век, когато херцогството все още не съществува, смята, че по онова време Миланската архиепископия има население от около 700 хил. жители, от които 200 хил. са мъже способни да носят оръжие. Единствените градове в него са Милано и Монца, което води до гъстота на населението от приблизително 160-170 жители/км2 и до степен на урбанизация от 20-25%.

### Градове
По приблизителни данни за населението от 15 - 16 век са подредени градовете, исторически принадлежащи към Миланското херцогството: 
- Милано (100 - 150 хил. души[14])
- Кремона (40 - 50 хил. души[14])
- Пиаченца (25 - 30 хил. души)
- Павия (20 - 25 хил. души[14][15])
- Парма (15 - 18 хил.)
- Комо (6 - 10 хил. души)
- Монца (10 хил. души[16])
- Алесандрия (6 - 10 хил.)
- Виджевано (6 - 10 хил. души[16])
- Лоди (7 - 8 хил. души)
- Новара (5 - 7 хил. души)
- Вогера (5 хил. души)
- Тортона (5 хил. души)
- Мортара (4 - 5 хил. души[16])
- Пицигетоне (3 - 4 хил. души[16])
- Варезе (2 - 3 хил. души[16])
- Белинцона (1000 - 2000 души[16]).

Милано е политическата, икономическата и религиозната столица на херцогството. Той заема централно място в областта и в най-тясната точка на Паданската низина, което го прави естествен кръстопът за търговския трафик в Северна Италия и с Кралство Франция, Швейцария и останалата част от Свещената Римска империя. Той е заобиколен от кръг от 6 км стени, снабдени с шест главни порти и десет пустерли (малки порти), които ограждат площ от около 280 хектара. Населението му в стените наброява около 100 хил. жители, но още в периода на комуната по пътищата, излизащи от всяка от портите, се създават големи села, а провинцията в рамките на градската юрисдикция е осеяна с десетки селски къщи. Следователно общото население обикновено се оценява на между 100 и 150 хил. жители, приблизително равно на сумата от всички други херцогски градове.
Милано е разделен на сестиери, които взимат името си от главните порти, всеки от които на свой ред е разделен на пет контради, включващи 115 енории. Престижът на града произтича от това, че е столица на Западната Римска империя (286 - 402 г.), на Ломбардското кралство (604 - 626 г.) и е основен център на Ломбардската лига. Неговото религиозно първенство, вече консолидирано с Амвросий, се определя от това, че е архиепископия и център на Амброзиански обред, от приблизително 200-те църкви, в които се съхраняват мощите на над 60 светци, и от десетките манастири и метохи. Той е важен център за производство на оръжия, доспехи, инструменти от ковано желязо, облекло (висококачествена коприна, вълна, бархет) и бижута.
Павия, макар и много по-малко населена, е на второ място след Милано по престиж, тъй като, след като е едно от кралските седалище на Остроготите (Теодорих Велики построява Кралския дворец в града), в продължение на векове е главната столица на Лангобардското кралство и Кралство Италия и заедно с неговото графство от 1396 г. е прерогатив на наследника на херцогския престол. Пресечена от Виа Франчиджена, разположена на брега на река Тичино, точно нагоре по течението на вливането ѝ в река По, Павия е важно речно пристанище и седалище на херцогския флот. Тя е и важен религиозен център, тъй като има много древни и известни църкви, и важни мощи, включително тези на Августин Блажени, съхранявани в базиликата „Сан Пиетро ин Чиле д'Оро“, където е погребан Галеацо II Висконти, докато съпругата му Бианка Савойска е погребана в манастира „Санта Киара ла Реале“. Седалище на Schola Papiense от 825 г. и на университета от 1361 г., Павия представлява културният център на херцогството. Това е любимата резиденция на Галеацо II (през 1365 г. става седалище на неговия двор)) и на повечето херцози, и в неговия замък се помещават архивът, библиотеката, оръжейната и част, поне до 1413 г., от канцеларията на херцогството. Павия има и огромен ловен резерват – Паркът Висконти. Павийският чертог в Чертоза ди Павия, разположен на няколко километра северно от града, е проектиран като династичен мавзолей за херцозите на Милано и там е погребан първият херцог на Милано Джан Галеацо Висконти, като сърцето му е погребано в базиликата „Сан Микеле Маджоре“, където са коронясвани кралете на Италия. Първата съпруга на Джан Галеацо – Изабела Валоа и първите деца на двойката – Ацоне и Карло са погребани в църквата „Сан Франческо“.
Кремона е вторият по големина град по население. Той винаги е бил скъп за Бианка Мария Висконти като неразделна част от нейната зестра за брака ѝ с бъдещия милански херцог Франческо I Сфорца. Оттогава символично се превръща в град на херцогините на Милано. Той е разделен на области, които носят името на съответните порти, на свой ред разделени на вицинии: Сан Лоренцо (15 вицинии), Натали (13), Ариберти (16) и Пертузио (20). Важен търговски център, Кремона е седалище от 1183 г. на Universitas Mercatorum – асоциацията на банкерите и търговците на града, създадена с цел защита на техните интереси по време на търговия в района на Пиаченца и Луниджана. Въпреки това значителна част от търговския ѝ обмен се осъществява чрез река По. Кремона всъщност е снабдена с важно речно пристанище заедно с нейния „близнак“ Пиаченца (и двете са основани през 218 пр.н.е. и са с подобен размер и разположение), и може да използва канал, известен като Талята, за транспортиране на стоки от Гуастала и Лудзара до Бондено, гарантирайки на търговците си по-малко такси. Вместо това дълъг дървен мост позволява транзита на стоки между двата бряга на голямата река По. Сред най-известните произведения на града са бархетът,, тухлите и сламените шапки. Величественият замък „Санта Кроче“ е една от големите градски крепости на херцогството.
Пиаченца е вероятно третият град на херцогството по население и вторият по разширение. Той е търговски център, известен с производството на бархет и важно речно пристанище на река По заедно с Кремона. Пиаченца е един от най-укрепените градове на херцогството, има над 6-километрова стена и още при Висконти е защитен от три големи крепости: цитаделата Фодеста (1315 г., възстановена през 1389 г.), замъкът Сант Антонино (1337 г.) и Портони ди Пиаца (1339 - 1347 г.).
Лоди, основан от Фридрих I Барбароса и исторически съперник на Милано, е най-важното речно пристанище на Ада и база на речната флотилия, която може да се пресича чрез мост, укрепен с равелин (спомагателно фортификационно съоръжение).
Комо след унищожаването му от миланците по време на 10-годишната война (1118 - 27 август 1127 г.) никога не си възвръща централното си място, което има в епохата на комуната. Неговата провинция, пословично скъперническа на селскостопански продукти, не позволява самоиздръжка, поради което е принудена да ги внася от Милано. По време на херцогството обаче Комо остава важен търговски център, най-големият градски център на Лаго ди Комо и врата към Тичино. Той е епископство и център на обширна епархия.
Виджевано е особено скъп за Лудовико 'Мавъра' град. Херцогът остава там дълго време и го украсява, като създава великолепния площад „Пиаца Дукале“, разширява замъка (вторият по големина след Замъка на Сфорците в Милано), възстановява земите на околните провинции, подобрява напоителните системи и построява Сфорцеска (днес подселище на града). Градът е важен обущарски център и център за производството на вълна и на sparavieri (завеси, използвани в ренесансовите легла павильони, повдигнати в горните си части, следователно наподобяващи широко отворените крила на малък ястреб).
Херцогството доминира за кратки периоди над много други градове. Това е приблизително оценената популация по време на херцогското господарство: 
- Генуа: 50 - 70 хил. души (изчисления 1421 - 1435, 1464 - 1478, 1488 - 1499 г.)
- Болоня: 35 хил. души (1402 - 1403 г.)
- Бреша: 30 хил. души (1395 - 1426 г.)
- Верона:  20 хил. души (1395 - 1405 г.)
- Перуджа: 20 хил. души (1400 - 1403 г.)
- Виченца: 19 хил. души (1395 - 1404 г.)
- Сиена: 14 хил. души (1399 - 1404 г.)
- Бергамо: 8 хил. души (1395 - 1428 г.)
- Савона: 7 хил. души (1421 - 1435, 1464 - 1478, 1488 - 1499 г.)
- Верчели: 6 - 10 хил. души (1395 - 1427 г.)
- Лука: 8 хил. души, протекторат (1400 - 1430 г.)
- Пиза: 7 хил. души (1399 - 1406 г.)
- Реджо Емилия: 7 хил. души, (1395 - 1409 г.)
- Асизи: 5 - 9 хил. души (1400 - 1403 г.)
- Мондови: 5 хил. души (1394 - 1402 г.)[29]

## Политика

### Херцог
Херцогът (на итал. Duca) е господар на Миланското херцогство. Службата е наследствена. Номинално той е главнокомандващ на армията, но рядко я води лично в битка, предпочитайки да използва опитни командири. Той винаги е бил член на Тайния съвет с глас с тежест равна на тази на гласовете на останалите членове, но има прерогатив да решава кои въпроси да бъдат разгледани на дадена сесия. Той има възможността директно да повери на Тайния съвет дело на Съвета по правосъдието, в случай че това не го счете за подходящ. Има властта за помилване. Назначава всички членове на Тайния съвет и много други държавни длъжности, и може да ги отстранява по свое усмотрение. Лудовико 'Мавърът', започвайки от 14 ноември 1480 г., дава публични аудиенции на гражданите в замъка два дни в седмицата (обикновено петък и събота). По традиция веднъж годишно и с приноса на херцогския двор той прави дарения (honorantie) под формата на сол, стоки в натура или пари на всички служители на публичната администрация.

### Таен съвет
Тайният съвет (Consiglio Segreto) е най-висшият политически, административен и съдебен орган на херцогството и надделява над Съвета по правосъдието. В политическата си функция има властта да създава съюзи, да преговаря за мирни преговори и да поддържа отношения с чужди сили. Той също така има правото да приема посланици и да издава пропуски дори в отсъствието на херцога. В административната си функция гарантира сигурността на херцогството, назначава служителите на периферните магистрати, генералните викарии, действа като съюз за всички магистрати, установява заплатите им и контролира тяхното назначение. В своята съдебна функция той изпълнява функциите на върховен съд.
Херцогът свиква съвета и решава въпросите, които трябва да бъдат разгледани, след което се гласува с мнозинство. Гражданите, получили присъда от първа степен, могат да обжалват пред него в случай на тежки престъпления или тежки граждански дела, като могат да получат преразлеждане на съдебния процес и прилагане на законите от първа степен, но не и при присъда от втора степен. Ако работата на Съвета по правосъдието се счете за правилна, присъдата му е спазена, в противен случай се отменя и се провежда нов процес. Херцогът може да повери делото директно на Тайния съвет, ако Съветът по правосъдието не бъде счетен за подходящ (което се случва рядко) – в този случай присъдата се постановява само с мнозинство от 2/3.
Членовете на Тайния съвет са от 15 до 39 на брой в зависимост от периода (вероятно са 20 по времето на Лудовико 'Мавъра' предвид написаното в завещанието му). Според Форментини членовете са само 12 или 15: 2 секретари, 4 канцлери и 6 портиери или асистенти плюс още 3 допълнителни членове. Сред тях освен херцога обикновено има и някои от представителите на най-благородническите милански фамилии, кардинали и много опитни юристи. Те се назначават директно от херцога и длъжността им е пожизнена, освен ако член доброволно не се откаже или не бъде отстранен от самия херцог. Седалището на Тайния съвет е първоначално в къща в квартал Порта Верчелина, а след това в Залата на Скарлионите в Замъка на Сфорците.

### Капитан на правосъдието
Капитанът на правосъдието (Capitano della Giustizia) е длъжностно лице за осигуряване на реда в града и за изпълнение на полицейските задължения. Създаден е в началото на 15 век, за да ограничи правомощията на подеста и понеже компетенциите между двете служби понякога се припокриват, това неизбежно води до конфликт. През 1445 г. при Филипо Мария Висконти и впоследствие през 1450 г. при Франческо I Сфорца е окончателно изяснено, че капитанът на правосъдието не трябва да се занимава с гражданско или наказателно правосъдие освен в случаите, които се отнасят до личността на херцога или до държавните дела. За разлика от подеста той не е обвързан от градските устави. Той може да арестува всеки гражданин на общината, извършил престъпление, подлежащо на лишаване от свобода, и да го затвори в килия в очакване на съдебния процес, съгласувайки със Съдебния съвет.
Той е номиниран директно от херцога, който го избира измежду един от най-добрите юристи в градовете, съюзени с херцогството. Мандатът е по преценка на херцога, освен ако капитанът доброволно не реши да подаде оставка или не бъде отстранен от Тайния съвет. Седалището му е в Двореца на Капитана на правосъдието.

### Референдари
Референдарите (Referendari) са най-важната местна финансова съдебна власт и отговарят за събирането на данъците и за налагането на мита. Има по един за всеки от големите градове плюс общ референдарий в Милано, който контролира службата. След като данъците са събрани, те трябва да изпращат ежемесечна бележка за приходите и разходите до управителите на приходите, на които са подчинени, като ги информират и за несъбиранията. Те могат да извършват плащания само след получаването на специално разрешение. Ако приходите са недостатъчни и трябва да бъдат направени разходи, които не могат да бъдат отсрочени, референдариите трябв да допринесат за това чрез изтегляне на собствените си активи.
Референдариите са назначавани от херцога и като цяло са чужденци (по отношение на града, в който изпълняват длъжността), с доказан опит и отлични финансови средства. Службата няма определена продължителност.

### Трезор
Трезорът (Tesoreria) е създаден при Висконти, той получава всички редови и извънредни приходи, отнасящи се до херцогската камара, и осигурява всички плащания, но не е упълномощен да отпуска заеми на физически лица или на общината. Заплатата подлежи на приспадане от два денара на флорин (5 на 1000). Трезорът трябва да съставя ежедневна и месечна бележка за ежедневния статус на паричните средства, които се предават на капитаните на приходите, на които е подчинена. Позицията на касиер се обявява на търг, но шефът на службата трябва да е милански гражданин с доказан опит.
През 1468 г. Галеацо Мария Сфорца създава общия трезор, като добавя към предишната институция осем служителя, назначени съответно за получаването на пари, за възнагражденията, за воденето на книгата, за книгата Tabuli, за книгата на войските, за семейната книга, за записките за данните, получените суми и сметките, за счетоводството на извънредната камара и за това на другите градове.
Физическото местоположение на трезора е прехвърлено от Бролето Векио (днешен Кралски дворец) в по-охранявания трезор на Замъка на Сфорците, достъпен само с помощта на три ключа, поверени на херцога, генералния канцлер и ковчежника.

### Служба на ревизорите
Службата на ревизорите (Ufficio degli Uditori) е родена с идването на власт на Франческо I Сфорца, тя се занимава с предоставянето на пропуски, гражданство и помилване. В последния случай решението на ревизорете подлежи на одобрение от Съвета по правосъдието в случай на частно лице или частен случай, от Тайния съвет, ако е въпрос от държавен интерес или е от фискален характер. Херцогът понякога я използва за бързо приключване на дело, като го взима от обикновените магистрати.
При Лудовико 'Мавъра' службата става автономна единица, на която са поверени финансовите каузи (конфискации, данъчни присъди). Ревизорите са избирани от херцога измежду юристите на Тайния съвет и от херцогинята от 20 юридически експерти от всички градове на херцогството, които преди това са заемали длъжността данъчен адвокат, подест, юрисконсулт, викарий или прокурор. Службата има временна продължителност по преценка на херцога.

### Канцлерство

#### Канцлерски офис
Канцлерският офис (Ufficio di Cancelleria) подпомага Тайния съвет в неговите задачи. Съставен е, по ред на важността, от секретари, канцлери, регистратори (писари), съадютанти (помощници), разпоредители, каваланти (дипломати) и кавалари (пощенски служители). За да бъдат избрани за секретари или за канцлери, се изисква званието „нотариус“ или юридическа степен. Регистраторите и съадютантите трябва да са завършили школа по смятане. Разпоредителите и кавалантите трябва да са завършили школа по граматика.
Службата може да се заема от хора от двата пола и с всякакъв произход, стига да са родени и в херцогството или да пребивават в него най-малко 20 години. Обикновено започват кариерата си като разпоредители, каваланти или кавалари, повишавани са на съадютанти, след това на канцлери и накрая на секретари. Всички членове на канцеларията трябва да положат клетва за вярност и истинност към херцога и херцогството пред Тайния съвет. Неспазването на свободата на преценка води до загуба на длъжността в незначителни случаи и до доживотно освобождаване от публична длъжност поради разкриване на служебни тайни. Неспазването на процедурите, другите видове грешки и неподходящото поведение (отсъствие от работното място, връзкарство) се наказват с финансови санкции. Отсъствието от работа е възможно само с разрешение на Тайния съвет за секретарите и канцлерите, и само с разрешение на секретарите и канцлерите за подчинените им длъжности. Нейното седалище е Залата на кланцлерството в Замъка на Сфорците.
- Секретарите разглеждат изпратените от обвиняемите жалби и установяват дали са достойни за вниманието на Тайния съвет, и след това ги четат по време на заседанията пред всички съветници. Те са ръководени от генерален секретар, който координира работата им.
- Канцлерите обобщават фактите по първоинстанционните процеси и обжалвания, и след това ги предоставят за одобрение на съветниците на заседанията. Те са подчинени на секретарите.
- Регистраторите са писарите, които записват присъдите, издадени от Тайния съвет, и всички официални документи, изготвени от замъка. Те са подчинени на секретарите и на канцлерите.
- Съадютантите помагат на секретарите и канцлерите в техните функции и са им подчинени.
- Разпоредителите са чиновници, отговарящи за обявяването на гостите пред различните заемащи длъжности и за придружаването на двете страни. Те са подчинени на секретарите и канцлерите, но не и на съадютантите.
- Кавалантите (дипломатическите служители) са пратеници, натоварени да извършват кратки дипломатически дейности от името на Тайния съвет и Канцеларската служба. Те са подчинени на секретарите и на канцлерите.
- Каваларите (пощенските служители) са служители, определени за управлението на херцогската поща,  грижат се за кореспонденцията между централните власти и местните магистрати. Те са подчинени на секретарите и на канцлерите.

Канцеларската служба е разделена на:
- Политическа канцелария, която отговаря за вътрешното и външнополитическото поведение, контролира дипломатическите отношения, координира посланиците и наема корпуса от конници, отговарящи за кратки дипломатически мисии, а каваларите, определени за управлението на херцогските постове, се грижат за кореспонденцията между централните власти и местната съдебна власт.
- Канцелария за получаване на помощи, която отговаря за въпросите, свързани с предоставянето на църковни помощи.
- Съдебна канцелария, която отговаря за разглеждането на наказателните дела, съставянето на пропуски и всякакви благодарствени писма, разпоредени от херцога. Отговорният секретар докладва на херцога за най-тежките престъпления, извършени на територията на херцогството, и може да разпореди изпращането на викари на място.
- Финансова канцелария, която отговаря за контрола на всички приходи и разходи на херцогството. Секретарят, отговарящ за този сектор, записва всички заплати, изплатени от херцогството, и общата сума на разноските за двора в специални счетоводни книги. В началото на всяка година той предоставя на херцога счетоводната книга за предходната година, която е одобрена и подписана от Тайния съвет и от херцога и след това предадена на трезора.

Всяка канцелария се ръководи от секретар и канцлер за общо четирима секретари и четирима канцлери освен генералния секретар и генералния канцлер. Всеки секретар и канцлер има 10 съадютанти, 10 регистратори и 1 разпоредител за общо 110 членове на секретариата и 110 членове на канцеларията.

#### Служба на колатералите
Службата на колатералите (Ufficio dei Collaterali) е съставена от служители, отговорни за изплащането на заплатите на целия персонал на замъка. Тя си сътрудничи с Финансовата канцелария. Състои се от общо 14 членове: 2 генерални колатерали, 2 колатерали каваланти, 4 подколатерали, 2 сметни служители, 2 лицензиращи служители и 2 обвинители. Службата е доживотна, но е възможно спонтанно да се подаде оставка или служител да бъде отстранен от финансовия секретар или от финансовия канцлер. Нейното седалище е Залата на колатералите в Замъка на Сфорците.
- Генералните колатерали наблюдават и организират работата на всички други колатерали. Те имат последната дума за събирането и изплащането на заплатите на служителите на замъка. Изискванията за заемане на длъжноста са димплома за нотариус и дълъг военен опит.
- Колатералите каваланти проверяват поне веднъж на два месеца дейността, извършвана от всички военни служители и осигуряват редовността на възнагражденията. Проверяват оръжията, боеприпасите и запасите на замъка, необходимостта от ремонт на стените и замъка. Докладват директно на генералния колатерал, на когото са подчинени.
- Подколатералите подпомагат генералните колатерали в тяхната дейност и са им подчинени. Изискването за заемане на длъжността е дипломата за нотариус.
- Сметните служители се грижат за изплащането и управлението на сметките на замъка.
- Лицензиращите служители издават различни видове позволения.
- Обвинителите действат като поръчители на служителите на замъка, събират жалби и ги предават на главните колатерали.

### Общински институции

#### Съвет на 900-те
Съветът на 900-те (Consiglio dei Novecento), наричан още Генерален съвет (Consiglio Generale), е основното представително събрание на Комуна Милано. В идеалния случай се състои от 900 членове, по 150 за всеки сестиер, въпреки че са избирани повече (около 1000), за да компенсират всички отсъствия. Само граждани на Милано могат да са негови членове, тоест мъже, чието семейство пребивава постоянно в града в продължение на поне 30 години; за други служби като юрист или декурион се изискват 90 години непрекъснато пребиваване.
Сестиерите са допълнително разделени на енории и членовете на Съвета първоначално са назначавани от главите на семействата на отделните енории. С Устава от 1396 г. Джан Галеацо Висконти приписва назначаването на съветниците на Службата по назначенията и мандатът е увеличен от 1 година на период по преценка на херцога. Съветниците трябва да са граждани на Милано и да имат минимална възраст 20 години, като също така се застъпва изборът на мъже, които се открояват с богатството и с гражданската си ангажираност. 
Съветът на 900-те е съвещателен орган, който се събира при необходимост, обикновено поне веднъж годишно, под звуците на камбаните на Гражданската кула, на площад Пиаца дей Мерканти в Бролето Нуово (днешна Регионална палата). Той обсъжда архитектурните и градоустройствените намеси, поддържането на водите и каналите, обществения ред и провизиите, представителството на града при тържествени религиозни и граждански тържества, защитата на местните интереси пред херцогския двор и църковните власти, назначаването на служители, образуването на импровизирани декурионни комисии, управлението на държавния дълг на Милано, на неговата провинция и понякога на цялото херцогство. Подписването на актовете и решенията на съвета е делегирано на нотариус, нает от Службата по назначаванията (Ufficio di Provvisione), който има задача да ги връчи в 3-дневен срок на Камарата на шестимата ( Camera dei Sei), за да бъдат регистрирани, и на нотариусите на уставите, така че те могат да бъдат вписани в томовете с Уставите. Изпълнението на решенията е делегирано на компетентните магистрати. След това решенията са обявявани от балкона на Лоджията на Озиите от глашатай. По време на управлението на Джовани Мария Висконти Съветът е временно ограничен до 72 членове, по 12 на сестиер, пряко избирани от херцога и с 6-месечен мандат.
След френското завладяване на херцогството допълнително изискване е доказателството за благороднически произход. През 1516 г. при Франсоа I броят на членовете е намален първо на 150, а от 1 юли 1518 г. по заповед на неговия лейтенант Одет дьо Фуа до 60 декуриона, поради което се нарича Съвет на 60-те декуриони – институция, която продължава да съществува дори в испанската епоха. Във френската епоха назначаването на съветници става прерогатив на херцога или на неговия заместник, а в испанската – на губернатора.

#### Служба на Управителя на Уставите
Службата на Управителя на Уставите (Ufficio del Governatore degli Statuti) отговаря за събирането, регистрирането и записа на всички законови разпоредби на гражданските власти и публичните актове на частните лица. Тя също така отговаря за публикуването на извикваните на обществени места едикти, както и на едиктите, известията и съобщенията от обществен или частен интерес, които са обявявани под звука на тръба и поставяни на стълбите на Бролето Нуово.
Ръководството на службата е поверено на управител, който традиционно трябва да е член на сем. Панигарола, което има тази привилегия до 1741 г., поради което службата става популярна под името „Служба Панигарола“. Седалището ѝ е в Каза Панигарола, известна също като Палат на нотариусите.

#### Подест
Подестът (Podestà) в епохата на Сфорца заема ролята на най-високата длъжност на гражданската и наказателната съдебна власт и макар и само формално се смята за най-високата длъжност, представляваща общината. За тази роля са избирани чужденци с благороднически ранг, чиито градове или господарства на произход обикновено поддържат добри отношения с Миланското херцогство. Тя е строго подчинена на херцогската власт. Подестът се назначава от херцога чрез писмо, в което се посочва неговият мандат, предлаганите условия и трудовите отношения, които трябва да се поддържат с неговия двор. Тържествената церемония по встъпване в длъжност се състои на площад Пиаца дей Мерканти в присъствието на народа, висшите градски власти, подеста в оставка, викария по възнагражденията, нотариуса и канцлера. Подестът представя писмото за назначаване на викария по възнагражденията, поздравен е от юристите с реч, присъства на четенето на клетвата, направена от нотариус, след което се заклева във вярност на Църквата, императора, херцога и общината, обещавайки да спазва градските закони и традиции, а накрая получава жезъла на командването от своя предшественик.
Подестът трябва да информира херцога един месец преди очакваното изтичане на мандата му, за да може той да осигури повторното му потвърждение и назначаването на наследник. Службата не може да бъде напусната без специалното разрешение от херцога. В края на службата работата на подеста е оценявана от 6 граждани (sindacatores) – 2 миряни, 2 нотариуси и 2 съдебни служители, назначавани от херцога в последните дни на неговата служба. Синдакаторите приканват чрез викове на публично място онези, които имат оплаквания от подеста, да ги депозират в срок от 5 дни (за гражданите) или 8 (за жителите на контадото). Жалбите са разглеждани, за да се провери тяхната допустимост и след това са адресирани до подеста, който има възможност да се защити. Накрая синдакаторите присъждат необжалваема присъда.
Подестът има юрисдикция върху администрирането на гражданското и наказателното правосъдие в града, в светите места и в провинцията в радиус от десет мили от стените. В случай на граждански дела над 50 лири и по изключение и за по-ниски суми неговата юрисдикция обхваща и следните контади: Мартезана, Бацана, Сеприо и Бургария. Той също така се намесва в даренията в полза на църквите, в някои свои задачи сътрудничи на викария по възнагражденията (като напр. поддръжката на речните пристанища), гарантира свободното движение на собствениците на магазини, осигурява защитата на земите, селата и замъците под юрисдикцията на Общината.
През 1502 г. дворът на подеста се състои от около 60 души, посочени от него. При правораздаването той е подпомогнат от 7 съдии (или съветници), от които единият е негов викарий със задачата да заема мястото му в негово отсъствие, двама отговарят за наказателните дела, трима – за гражданските дела, един (iudex pecuniae) – за събирането на дължимите данъци на Общината. Характерно е, че викарият седи на седалка, на която е изваян лъв (iudex ad leonem), наказателните съдии на места, на които е представен кон (iudex ad equum), и гражданските съдии на места, на които е изобразен петел (iudex ad gallum). Подестът е подпомогнат и от 6 нотариуси (по един за сестиер) със задачата да съставят, подписват и регистрират неговите дела, от трима военни и двама конетабъла, които му помагат да извършва дейностите си, от шест служители, двама оръженосци, шестима конници, двама коняри и един готвач, които са слугите му, както и от около тридесет пазачи, които действат като полиция и личен бодигард със задачата да поддържа обществения ред. Често много членове на малкия му двор идват от същия град или от същото господарство като това на подеста. Седалището му е в Палата на подеста, който вече не съществува и е заменен от Палата на юристконсултите.

#### Камара на шестимата
Камарата на шестимата (Camera dei Sei) е основният орган за управление на общинските финанси. През 1396 г. се състои от шестима служители (по един за сестиер), двама колегиални съдии и четирима арбитри, всички назначавани от херцога с голяма група нотариуси, зависими от тях. Преди да встъпят в длъжност, те трябва да положат клетва за вярност и честност пред Службата по назначенията.
Имат задачата да налагат устава и заповедите на общината, като наказват неизправните лица, да контролират използването на обществените финанси от каневарите и служителите на хазната и от другите държавни служби, да контролират пазителите на портите, служителите по задълженията и доставките, за да не са подкупвани с пари, да осигуряват поддръжката на мостовете и пътищата под юрисдикцията на общината, да защитават общинското наследство, да организират проверката на работата на подеста от синдикаторите и да осигуряват изплащането на всякакви парични суми, приписвани му с присъди.
Нотариусите, наети от Камарата на шестимата, имат задачата да регистрират имената и заплатите на общинските служители и таксите, заплащани от общинските имоти (селски къщи, мелници и др.) в счетоводни книги. Камарата също така получава един от двата екземпляра на събраните депозити (другият отива във Финансовата канцелария) от нает от нея ковчежник, който в началото на всяка година на свой ред получава копие от счетоводната книга за предходната година. Пазителите на парите и сградите осигурява покупките и изхранването на гражданите, а също така съхранява и мебелировката на общината.
Членовете му се подновяват на всеки три или шест месеца. Член може да бъде преизбиран за неопределен брой пъти, стига да има поне шест месеца между едните и другите избори. Заплатата на всеки служител за периода от шест месеца е 1000 дуката.
Базирана е в Бролето Нуово.

#### Съвет по правосъдието
Съветът по правосъдието (Consiglio di Giustizia) е основният орган, делегиран да се занимава с гражданските и наказателните дела. Той се занимава с всички граждански процеси и издава присъди от първа степен. След това обвиняемият може да обжалва пред Тайния съвет, но само по въпроси с определена тежест. Състои се от различен брой юристи (от трима до осем), подпомагани от четирима секретари. Според други източници е съставен от трима юристи, двама секретари, четирима канцлери и петима портиери. Тези юристи обикновено са служили в миналото като ръководители на приходите, викарии, синдикатори или данъчни адвокати, назначавани директно от херцога. Най-опитните могат да бъдат привлечени в Тайния съвет.
Галеацо Мария Сфорца реформира тази институция, като поверява финансовите дела на финансовите магистрати, за да ускори процесите и да получи по-бързо обезщетенията. Юристите са подпомагани при изготвянето на документите и при воденето на документацията от секретари, канцлери, регистратори (писари), разпоредители, каваланти, които имат функции, сравними с тези, изпълнявани от името на канцларската служба на секретариата. Мандатът е две години, освен ако не решат да напуснат доброволно. За да станеш юрист е необходимо юридическо образование.
Съветът по правосъдието се събира на площада Аренго (пред днешния Кралски дворец) и решенията са взимани с мнозинство. Наказателните дела възникват след завеждане на дело от гражданин или на жалба от главите на семействата в една енория или при пряк подтик от страна на подеста. Те включват разпити на свидетели, проверка на доказателствата, клетва и изслушване на обвиняемия, експертизи, разпоредени от съдиите, и присъда.
От 1499 г., след завладяването на херцогството от Луи XII, Съветът на правосъдието и Тайният съвет са обединени в едно цяло.

#### Съд по възнагражденията
Съдът по възнагражденията (Tribunale di Provvisione) е органът, отговарящ за надзора на администрирането на гражданските и херцогските интереси чрез одобряване, координиране и контрол на работата на общинските служби. Могат да бъдат докладвани всякакви нередности и извършителите да имат наказателно или гражданско производство. Състои се от 12 членове (двама от които избирани от Колежа на юристконсултите), задължително милански граждани, номинирани от херцога, които остават на поста два месеца, с изключение на един, избиран чрез жребий, чиято длъжност е удължена с още 15 дена, за да информира новоизбраните длъжностни лица. 12-те членове са председателствани от викария по възнагражденията – доктор по право, чужденец, назначаван от херцога. През 1515 г. Масимилиано Сфорца прави изборна длъжността, позволявайки на миланските граждани да изберат 150 депутати, отговарящи за назначаването на 12-те викарии по възнагражденията. При Франсоа I изборът на десет от 12-те членове е поверен на Съвета на 900-те, който има за задачата да избере 18 членове (по трима за всеки сестиер), които на свой ред са намалени до десет от губернатора, към които след това са добавени двама от Колежа на юристконсултите, посочвани от Съвета по правосъдието. 
Общинските служби на кметовете, на пътищата и на водите, митата и провизиите са подчинени на Съда по възнагражденията. На него е възложена задачата да наблюдава редовните и извънредните приходи и разходи на общината, да проверява бюджетите, да наблюдава събирането на данъци и мита, да контролира използването на водата, да одобрява ремонта на пътища, мостове и канали, да одобрява устава на корпорациите, както и даренията за църквите и манастирите, да дава миланско гражданство, да координира и да контролира работата на Veneranda Fabbrica del Duomo, да следи цените и качеството на продаваните продукти в града, да гарантира снабдяването с храна. Има и съдебни правомощия, ограничени до дела срещу общината и длъжниците относно данъци, измами и глоби. Помещава се в специално крило на Бролето Векио.

#### Общински служби
Общинските служби са съставени от групи служители със специфични задачи за функционирането на Общината. Длъжносттите са за цял живот, освен ако съответното лице не се откаже. Служителите се назначават директно от херцога или от Съда по пълномощията и след това се потвърждавани от херцога (в зависимост от службата).
- Службата по сметките (Ufficio delle Bollette) отговаря за проверката на щамповането на изходящата и входящата поща, на всички, които влизат и излизат от града и които нощуват в хотели в Милано или в други подобни места. Всички, които живеят в хотел, трябва да имат стоките и документите си, маркирани с потвърдителен печат. Хотелиерите водят специални регистри, в които отбелязват посещаемостта (име, фамилия, място на произход и местоназначение) и които всеки ден доставят на службата. Това е институция от особена важност, особено когато херцогството е във война, тъй като позволява да се контролира преминаването на шпиони и посланици и да се откраднат тайните на тяхната кореспонденция, понякога иззети, отворени с хитрост, копирани, повторно запечатани и върнати на приносителя. Чрез описания и доклади тя може да съдейства за залавянето на престъпници, крадци и шпиони.[43][44]
- Службата по кадастъра (Ufficio del Catasto) се грижи за преброяването на населението и на сградите и имотите на всеки гражданин, за да се гарантират справедливото данъчно облагане. В нея се включват оценителите със задача да оценят стойността на всеки имот и измерителите, които оценяват размера на нивите и сградите, както и тримата събирачи на дългове, подпомагани от двама писари, двама нотариуси, четирима войници и слуги. Събирачите се занимавая със събирането на данъци, глоби, присъди, награди и всякакви дължими суми на общината. Всяка седмица събирачът на дългове трябва да сравнява записите, с които разполага, с тези на Камарата на шестимата (с касиера), за да отбележи всички анулирания по отношение на плащането или анулирането на дълговете.
Нейните членове се назначават от Съда по пълномощията и са потвъжрдавани от херцога. Те трябва да положат клетва за лоялност и честност пред Камарата на шестимата, на която са подопечни. Позицията на събирач на дългове трае шест месеца, след което може да бъде препотвърдена. Броят на събирачите на дългове варира.[45]
- Службата по митата (Ufficio dei Dazi) отговаря за контрола и събирането на всички дължими на общината мита и данъци, установява договорните условия и трансферната цена, ако е договорена с частни лица, наблюдава работата на претеглящите монети. Състои се от различни служители, нотариуси, регистратори и слуги. Съставя два регистъра, в които се отбелязват дните, в които е изпълнен договорът за всяко мито, името на купувача и поръчителите, цената и условията на плащане. Двата регистъра, съставени в два екземпляра, трябва да се съхраняват единият в кметството, а другият в Бролето Нуово за безплатна и обществена консултация.[46]
- Службата по боеприпасите (Ufficio delle Munizioni) отговаря за състоянието на отбраната и за снабдяването с боеприпаси на градовете. Състои се от служител, канцлер, писар и различни слуги.[47]
- Службата по солта (Ufficio del Sale) има за задача да регулира производството, транспорта и продажбата на сол. Тя се състои от гвален служител, канцлер, рационер и няколко слуги.[48]
- Здравната служба (Ufficio di Sanità) има за задача да наблюдава общественото здраве, като се опитва да предотвратява, управлява и ограничава епидемиите. Състои се от комисар, нотариус, лекар, хирург, бръснар, двама конници, носач, каруцар, двама гробари и различни слуги. Съставя регистър с броя на ежедневните смъртни случаи, името, възрастта, местоживеенето, причината за смъртта и името на лекуващия лекар.[49]
- Службата по пътищата и водите (Ufficio delle Strade e delle Acque) отговаря за контрола на водите, които текат вътре в града, като се избягват прекъсвания, за Дарсена и за мелниците и за контрола и поддръжката на пътищата и мостовете. Може да докладва за онези, извършили вандализъм или прекъснали водите или пътищата. Състои се от воден съдия и уличен съдия – чужденци, за да бъдат свободни от местни интереси и събития. Изискването е юридическо образование за длъжността съдия или специално обучение за това на инженер.[50]
- Провизионната служба (Ufficio delle Vettovaglie) се състои от десет служители (шест за Милано и двама за провинцията), двама нотариуси, двама писари, войниците, отговарящи за защитата на складовете, и няколко слуги. Тя има за задача да установи производството на храни в херцогството, да определя данъците върху храните, да управлява наличностите в складовете, да изземва неподходящи за консумация храна и да налага глоби.[51]
- Монетният двор (Ufficio della Zecca) отговаря за сеченето, проверката на теглото на монетите, техния състав и разпространение. Състои се от трима нотариуси, двама писари, войници, отговарящи за защитата на монетния двор, и различни слуги. Често членовете ѝ са златари или търговци на злато.[52]

#### Управители на приходите
Управителите на приходите (Maestri delle Entrate) са разделени на редови управители на приходите и извънредни управители на приходите.
- Редовите управители на приходите са служители със задачата да управляват приходите и разходите на всички градове на херцогството. Те могат да се договорят с херцога за налагането на нови данъци и мита, които след това трябва да бъдат одобрени от Камарата на шестимата. Имат функция, подобна на тази на касиера, но разширена до цялото владение. За да изпълняват работата си, използват назначени от тях служители по приходите. Според някои източници това е орган, съставен от главен счетоводител, подчинен служител, трима канцлери, петима помощници и шестима слуги.
- Извънредните управители на приходите са чиновници, които се занимават с управлението на пристанищата, реките, каналите, необходими за напояване и превоз на стоки по вода. Те се занимават и със събирането на присъди, ликвидирането на конфискуваното имущество, враждите, вакантните наследства, събирането на извънредни данъци (налагани на феодали и църковни представители). Петима на брой: трима членове, секретар и канцлер. Редом с тях са трима нотариуси, изпълняващи ролята на фискални кметове, снабдени с двама помощници, двама писари, двама нотариуси на имотите, всеки от които с по двама слуги, трима адвокати, които се грижат за интересите на херцога по данъчните дела, един инженер и осем генерални викари.
Събират се всяка сутрин в празничните дни, за около три часа, през които изслушват първо дежурния говорител, след това доклада на майсторите с перелина. След кратка пауза квесторите отново „сядат” и подчинените им нотариуси и чиновници обнародват присъди, подписват актове за продажба и за плащания, подготвят извикваните на публични места решения.

#### Викари и синдикатори
Има десет служители, които проверяват работата на общинските служби, по един за всяка служба плюс един за подеста, както по време, така и в края на мандата му. Те са назначавани от Тайния съвет и обикновено са мъже, които се радват на благоразположението на херцога, предвид деликатността на поверените им задачи. Те биха могли временно да заменят периферните магистрати, да разрешават спорове между феодали или чиновници от една страна и обикновените граждани от друга.

## Икономика
Подсилени от икономическа традиция, която има своите корени в разцвета на Средновековието и в ролята, която Милано винаги е имал в Паданската низина, Сфорца са първите, които дават на Миланското херцогство следи от икономика, които са неговата сила през следващите векове. Лудовико 'Мавъра' дава голям тласък на град Милано и на неговата провинция, базирайки го на производствената икономика (особено на коприна и бубарство в провинцията), увеличена от обработката на желязо и производството на оръжия и оръдия, които през 16 век прави Милано един от първите и най-добри производители на огнестрелни оръжия в Италия. Забележително е Животновъдството в провинцията и лозарството.
По време на испанската епоха икономиката на градовете на Миланското херцогство изпада в криза в своята автономия, но не и в производителността, която вместо това се съсредоточава основно върху стоманодобива и металургията.

### Валута
Въпреки че няма сигурна информация за началото на сечената практика в Миланското херцогство, първите монети, открити при археологически разкопки в района на Ломбардия са от 4 век пр.н.е., макар че първите официални стъпки са още в римско време. Едва при лангобардите обаче се създава истински дворец на монетния двор и на Милано са предоставени първите права за сечене на монети, които след това са усъвършенствани в епохата на комуната и при Висконти през Средновековието.
Най-важните монети, сечени от монетния двор в Милано, са:
- сребърно скудо, сечено в модерната епоха, започвайки от испанското завоевание
- сребърен пегион – вид големи монети, сечени за първи път през епохата на Висконти и останали на мода до края на епохата на Сфорца;
- трилина - медна монета от испанската епоха;
- сесин - медна монета, сечена за първи път в епохата на Висконти и използвана до 18 век.

### Земеделие и скотовъдство

#### Сено и дървесина
Тревата и сеното са изобилни в равнината благодарение на изобилието от вода. Това позволява да се изхранват голям брой селскостопански животни, както и коне, мулета и магарета, необходими за пътуване и за война. В провинцията на Милано в края на 13 век се прибират по 200 хил. каруци със сено годишно, 3000 само от територията – собственост на Абатство „Киаравале“.
Изсичането на горите за производство на дървесина е строго регламентирано, а нарушителите са тежко глобявани; източниците обаче предполагат, че нарушенията са често срещани. От горите на миланската провинция, тогава доста обширна, се получава дървесина за строителство, производство и отопление. Изискването на Милано е около 150 хил. каруци дърва за огрев годишно. Дървесината се получава и от резитбата на лозята.

#### Зърнени и бобови култури
Най-разпространените зърнени култури са пшеницата, ръжта, просото, спелтата, соргото и италианското просо. Пшеницата се използва за производство на бял хляб, запазен за благородниците с изключение на някои специални поводи като Коледа, когато се раздава на всички. Пшеницата обаче има по-висок добив в южните райони на Италия. Ръженото брашно, смесено със зърна, е основната съставка на черния хляб, една от основите на диетата на по-слабо заможните класи и все още е доста широко разпространено във Валтелина днес. Широко разпространена е и консумацията на кафяв хляб от просо. Ечемикът често се използва за производство на бира.
Производството на зърнени култури в Ломбардската равнина също трябва да компенсира нуждите на предалпийските и алпийските райони, а в годините на изобилие може да се изнася и извън херцогството. В края на 13 век в Милано се консумирали 1200 мюида (1 мюид = 225,1 литра) брашно на ден. И накрая, особено в Предалпите, кестеновото брашно често се използва вместо зърненоto брашно. Бобовите растения sа широко разпространени, особено нахут, боб, бакла, лупина и леща.

#### Ориз
Въвеждането на отглеждането на ориз в Миланското херцогство със сигурност предшества септември 1475 г., когато херцог Галеацо Мария Сфорца изпраща мюид ориз на Ерколе I д’Есте, херцог на Ферара, тъй като ферарците възнамеряват да започнат да го култивират в техните владения. Втори мюид е изпратен през март 1476 г. на маркиза на Мантуа Лудовико III Гондзага, където култивирането вече е започнало през октомври 1478 г.
Миланското херцогство внася ориза от Неаполското кралство, където вероятно се отглежда от началото на 15 век, макар и в малък мащаб. До втората половина на 15 век оризът в Италия се смята за подправка, поради което е много скъп и износът му забранен. Той е разрешен от Лудовико 'Мавъра' едва от 1495 г., когато производството в провинцията на Новара, Павия и Милано вече е широко разпространено и херцогството със сигурност става първият производител на полуострова.

#### Плодове и зеленчуци
Според Бонвезин де ла Рива черешите са едни от най-изобилните плодове в миланската провинция и цели 60 каруци влизат в града на ден от средата на май до първата половина на юли; бере се сладкият сорт (домашна череша), дивата и агеротата. Сливите също са много разпространени при белите, жълтите, черните и амосциновите сортове, които се берат от началото на юли до октомври. През лятото се берат ябълки, круши, праскови, смокини и къпини. Есенните плодове са домашните и дивите лешници, Хинапът, смокините, гроздето и бадемите. Особено изобилни през този сезон са орехите, използвани за получаване на олио и като пълнеж за месо, както и кестените и мароните (благородните кестени), от които се произвежда брашно и които също се консумират печени, варени или сушени и след това варени на бавен огън. През ноември се събират мушмули, известно количество маслини и лаврови плодове. През зимния сезон преобладават ябълките, дюлите, крушите и нарът; някои видове грозде устояват до първите дни на декември. Цитрусовите плодове са внасяни от Лигурия, която в определени периоди е част от Миланското херцогство и има известна консумация от тях в някои от хотелите в столицата, преди всичко в този на Капело.
Най-популярните зеленчуци са лук, чесън, бяла и червена ряпа, зеле, червено цвекло, маруля, целина, праз, пащърнак, спанак, магданоз и копър. Вместо най-ценните и особено скъпи подправки, внесяни от Изтока, широко разпространено е използването на ароматни билки за овкусяване на ястията, включително копър, кервел, мента, див джоджен, хрян, пореч, горчица, шафран, женско биле, лимонова върбинка, млечка, мак, леплива дитрихия, бяла ружа, седефче, зарасличе, бял оман, естрагон, козя брада, исоп, розмарин, пламъче, босилек, чубрица, майорана. Много от тях са използвани и като лечебни билки.

#### Вино и зехтин
През Средновековието миланската провинция, за разлика от днес, е богата на лозя. Култивирани са много сортове грозде, от които се произвеждат както бели, така и червени вина, но също и розе и златисти вина. Някои семейства произвеждат по 1000 каруци годишно, а в цялото контадо се произвеждат до 600 хил. каруци годишно.
Производството на зехтин в равнините е оскъдно и често е заменено от орехово масло и други сушени плодове. Отглеждането на маслинови дървета обаче е често срещано по бреговете на езерото Комо, езерото Лугано и във Валтелина още през Ранното средновековие, както се доказва, наред с другото, от завещанието на Тотоне да Кампионе, датиращо от 777 г. От него се получава скъпоценно масло, което се изнася не само в херцогството, но и в швейцарските кантони в Тирол през Киавена и Енгадин. Зехтинът се  използва предимно като гориво за лампи и фенери за осветяване на църкви и едва след това като храна, тъй като е доста скъп.

#### Месо и млечни продукти
Прасетата и домашните птици са основните източници на месо за по-нисшите класи и са отглеждани от много семейства. Свинското, правилно третирано, може да се превърне в студени разфасовки, които да се съхраняват за дълго време; луганега-та – вид свинска наденица вече е доста разпространена сред колбасите. Свинската мас се използва като подправка в готвенето и за лой за правене на свещи, което е по-евтино свещите от пчелен восък.
Изобилието от сено и пасища в Паданската низина също позволява отглеждането на големи количества едър рогат добитък, овце и кози не само за производство на мляко и следователно на сирене, но и на месо, както се вижда от уставите на касапите, които регулират цената не само на базата на разнообразието в рамките на един и същи вид (биче, волско, говеждо, краве, телешко, овче), но и на база на качеството. Консумира се и месо от скопен петел, кокошки, гъски, патици, гълъби, фазани, яребици, гургувици, чучулиги, пъдпъдъци и косове. Изглежда, че в Милано са колени до 70 вола на ден, а месото е продавано от над 400 касапи. Благородниците консумират и скъпоценното месо от паун и чрез лов –  еленско месо, месо от елени лопатари, сърни и диви свине, както и голямо разнообразие от птици. 
Млякото е използвано предимно за производството на сирена поради дългия им срок на годност. Цистерианските монаси от Абатство „Киаравале“ още през 1136 г. започват да произвеждат твърдо сирене (caseus vetus), днес известно като Грана Падано и което е много популярно през 15 век не само в херцогството, но и в цяла Италия заедно с подобния нему пармезан. Маслото вече е основната подправка на ломбардската кухня по онова време. Консумацията на рикота, джункате и други сирена е широко разпространена.

#### Риба
Въпреки че Милано е далеч от морето, рибата не е липсва на пазарите му още през Средновековието. Градът се снабдява с риба както от големите езера (Лаго Маджоре, Лаго ди Комо), така и от многобройните малки езера (Лугано, Орта, Варезе, Пузиано, Гарлате, Алсерио, Аноне, Монторфано и др.) и преди всичко от реките и потоците на провинцията; всеки ден около четири соми (ок. 658 кг) големи риби и четири бушела (ок. 73 кг) малки риби влизат в града. Речните скариди са особено изобилни и дори са ловени в Черкия дей Навили (ямата с вода около крепостните стени), и те са толкова много, че само в Милано е възможно да се консумират до седем мюида (ок. 1000 литра) от деня от Великия пост до празника на Свети Мартин (11 ноември). Морската риба се внася от Генуезката република, която през 15 век е често зависима от Миланското херцогство. За транспорта ѝ тя обикновено се съхранява в саламура. Рибата, подобно на дивеча, често се разменя като подарък сред големите семейства.

#### Сол и подправки
Солта и подправките са ценни стоки, незаменими както при овкусяване, така и при консервиране на храна. Производството на сол е толкова важно, че каруците и лодките, превозващи тази стока, често имат приоритет пред всички останали. Производството в Миланското херцогство е оскъдно, тъй като е ограничено до Салсомаджоре и Бобио, чиято сол е предназначена само за търсенето на Пиаченца и Парма, поради което трябва да се внася в големи количества от Венецианската република, с която има специални конвенции поне от 1268 г., или от Генуезката република. Венецианците след 1484 г. успяват да увеличат допълнително производството на сол с анексирането на големите солници на Комакио след войната на Ферара, известна още като „Солната война“. В началото на 14 век Милано внася 55 830 мюида сол всяка година (ок. 1 млн. литра), от които половината се консумира в града. Тежките и допълнителни данъци, наложени на тази потребителска стока, я правят най-подложена на контрабанда.
Подправките са внасяни главно от Венеция, която ги набавя от източните си колонии. Пиперът, захарта и тамянът са ценни стоки, които могат да бъдат използвани за плащане вместо монети от някои наематели в полза на благородници и манастири. Безспорно най-скъпите продукти обаче са шафранът и карамфилът.

### Занаятчийство
От 1159 г. в Милано съществува Камара на търговците, но в началото на 14 век се формират повечето сдружения на търговци и занаятчии, наречени гилдии. Всяка изготвя свой собствен устав, който трябва да бъде подложен на разглеждане и възможни промени от Съда по възнагражденията и след това одобрен от херцога. След като уставите са им одобрени, започват да се наричат „университети“, а тези, които имат собствено представителство, обикновено съставено от консули, старейшини или абати, се наричат „паратици“. В каталог от 1387 г. са споменати 22, въпреки че броят им варира във времето. Дори днес имената на много от тези корпорации оцеляват в миланската улична книга.
Уставите предвиждат всеки нов майстор, собственик на магазин или на дюкян да регистрира своята търговска марка в книга, водена от служителите на корпорацията, за да я защити от конкуренция и като гаранция за купувачите за качеството на продукта. До 15 век повечето от най-видните милански благороднически семейства се занимават с някаква форма на търговия.

#### Оръжия и брони
Още през 13 и 14 век Милано е един от най-важните центрове в Европа за производството на оръжия и доспехи с действащи над 100 производители на хладни оръжия (на итал. armorari) и такива на оръжия и брони (на итал. armaioli). Производственият капацитет на града е такъв, че след поражението при Маклодио през 1427 г. само две семейства производители на оръжия успяват да осигурят за няколко дена до 2000 брони за пехотата и 4000 сбруи за конете на войниците, освободени от Франческо Бусоне, наречен 'Карманьола'.
Известно е, че херцог Джан Галеацо Висконти през 1391 г. дава имунитет и наследственост на придворния ковач Симоне де Корентибус, които няколко години по-рано е предоставил на Джовани Меравили. Въпреки това именно през 15 век градът постига първенство благодарение на изобретяването на цялата броня от плочки в „милански стил“ (най-често срещаният вид наред с готическата). Характеризира се с асиметрични презрамки, с по-голям размер и дебелина от лявата страна, където ездачът е по-склонен да получава удари, с плочки за покриване на ставите, преди това защитавани само от стоящата отдолу желязна мрежа, с по-добра артикулация на гръдната част, с препаска, ивица и торбичка благодарение на наличието на кожени презрамки, които придават по-голяма мобилност. Друга иновация е прилагането на още едно парче, което служи като зебло за брадичката и за горжет (обвивка). Увива се около шлема с помощта на две кожени връзки, фиксирани на тила благодарение на обръч. В допълнение към защитата на шията, по-рано често покривана само с желязна мрежа, тя гарантира по-голяма защита на долната половина на лицето, по-специално от оръжия, заседнали по време на турнири или при атаки на вражеската кавалерия.
Миланската броня с плочки се изнася в цяла Европа; при Франческо Сфорца и Галеацо Мария Сфорца тя се купува от Луи XI  и от Лудвиг IX Баварски. Миланските производители са също майстори в украсата на доспехите. Бялата броня, предназначена да е без декорации, е излъскана до ослепителна, огледална повърхност. Парчетата, които трябва да бъдат украсени, на свой ред са оставяни груби („зацапани“) и не са подлагани на полиране. Най-големият майстор, специализиран в металопластиката и инкрустирането, е Филипо Негроли, който работи заедно с братята си Джовани Паоло, Джован Батиста и Франческо, и се учи на занаята от баща си Джан Джакомо; други известни лица са Джован Батиста Панцери (известен като „Дзарабаля“) и Марко Антонио Фава.
Най-известното и богато семейство производители на хладно оръжие (magistri armorum) в Милано и може би в Европа през 15 и 16 век са Мисаля, чието истинска фамилия е Негрони, наречено така, защото произхожда от малкото село Ело в района на Леко, което е близо до Мисаля. Томазо, син на прародителя Пиетро, е първият, който носи този прякор. Бизнесът се извършва от синовете му Антонио и Кристофоро, а след това от внуците му Кабрино и Джовани Пиетро. Миланската резиденция на семейството е красивата Каза Мисаля на ул. Спадари, разрушена през 1902 г.; някои руини от фасадата са открити в Замъка на Сфорците. В нея се намира работилницата, където парчетата доспехи, произвеждани в ковачниците близо до Канал Редефоси при Порта Романа, при малката миланска порта Беатриче, в Кариера Казале и при църквата „Сант Анджело“, са изсичани и полирани. Други известни семейства на производители са Негроли (също от село Ело или според Мота – от Милано, като първоначалното им фамилно име е Барини), които се борят за първенството с Мисаля, Пичинино (Антонио и синовете му Федерико и Лучо), Бартоломео и Франческо Пиати (чиято работилница се намира на едноименната улица), братята Франческо и Габриеле да Мерате, Джовани Пиетро и Винченцо Фиджини, Джовани Пиетро и Джеронимо Бицоцеро, Бернардино и Якопо Кантони, Франческо и Джовани Якопо да Вимеркате, Джовани Гариболди, Галеацо да Вердерио, Амброджо дел Акуа, Марко де Лемиди, Якопо да Канобио (нар. Бикиньола), Пиетро Каими, Балцарино да Трецо, Карло Поро и Джовани Антонио Бианкарди, и много други, почти всички съсредоточени в енорите Сан Микеле ал Гало, Санта Мария Сегрета и Санта Мария Белтраде. Сред производителите на оръжие и брони са Лудовико Фонтана, Джовани Салимбени, Даниеле Серабалио и семейство Бацеро.
Всеки производител подписва продуктите си с марки, обикновено носещи инициалите им, комбинирани с печат. Наличието на доспехи е толкова забележително, че по повод сватбената процесия на Лудовико 'Мавъра' и Беатриче д’Есте миланските оръжейници подреждат в двоен ред доспехи върху фалшиви коне, впрегнати в кварталите на производителите на хладно оръжие и на тези на мечове.
Умението на тези майстори е такова, че семейство Сфорца им забранява да напускат херцогството с Херцогски указ от 9 октомври 1448 г., което отчасти се случва едва след падането на Сфорца през 16 век: Матео и Джакомо Филипо Пиати се местят във Флоренция, Филипо де Грампи и Джовани Анджело Лита отиват в Англия при Хенри VIII, а други емигрират в Испания, призовани от Филип II. Оръжейните и бронираните фабрики западат през 17 век и окончателно изчезват през 18 век.
Освен оръжията и броните Милано е известен и с производството на стремена, юзди, седла и шпори. Има около 80 ковачи и 30 леяри на камбанки и дрънкалки, с които са украсявани вратовете на конете и които изглеждат  изключително производство на града.

#### Тъкани
Вълнената индустрия е една от най-процъфтяващите в ломбардските градове. Голям импулс за работата ѝ идва от алесандрийския религиозен орден на Умилятите още през 12 и 13 век. В края на 15 век, след градските интервенции и херцогските укази на Лудовико 'Мавъра', Виджевано се превръща в един от големите производствени центрове на необработена вълна със скромно качество. Милано внася висококачествена вълна от Германия и Англия и след това я трансформира в дрехи. Характерен продукт за Милано, който е и търсен от всички европейски дворове, е скъпоценният златен плат. Две корпорации се грижат за това: mercatores и mercatores facientes laborare lanam.
Бубарството се разпространява преди всичко при Галеацо Мария Сфорца и Лудовико 'Мавъра', които благоприятстват засаждането на хиляди черничеви дървета в ломбардската провинция. През 1459 г. в Милано е създадена съответната корпорация на mercatores auri argenti et sirici, т.е на търговците на коприна, злато и сребро, чийто устав е одобрен през 1504 г. при Луи XII. Същата година Пиетро Мацолино усъвършенства производството на коприна и кадифе. През втората половина на 15 век в града около 15 хил. души работят с коприна и те са толкова много, че Милано се превръща в един от най-големите центрове за производство на коприна в Европа, оставайки такъв през следващите четири века. Милано е особено известен със скъпоценните си копринени тъкани (брокати, дамаски, кадифе), бродирани със златни и сребърни нишки, любимите на местните благородници. Тези тъкани са изнасяни за всички италиански дворове и за чужбина, особено във Фландрия, където през този период, се произвежда предимно необработена коприна. Най-скъпоценните тъкани могат да струват 20 или 25 дуката за ръка.
Ниско и среднокачествен бархет се произвежда основно в Кремона и Пиаченца, а висококачествен – в Милано.
Друго процъфтяващо производство в Милано и Виджевано са гоблените, най-добрите примери за които са Гоблените на месеците, поръчани през 1503 г. от Джан Джакомо Тривулцио по проект на Брамантино, които се съхраняват в Замъка на Сфорците. Виджевано е добре известен с производството на sparaveri – дълги завеси от бродиран лен, често украсени със златни и сребърни нишки, използвани в ренесансовите легла във форма на павилион за украсата им, и те дори са внасяни от Милано.
Кремона е известна с производството на сламени шапки.

#### Мебеларство
Ломбардското дърводелство през 15 и 16 век не достига нивото и богатството на това на Флоренция, Ферара и преди всичко на Венеция, известни с инкрустираните си мебели и с резбованите дървени предмети за всекидневна употреба. Освен това то изоставя готически стилове в полза на ренесансовите. Милано е известен с производството на cadreghe – дървени Х-образни мъжки столове или квадратни женски столове, покрити с копринени или кожени ресни, понякога боядисани и позлатени. Кремона на свои ред е известна със scagni – ниски седалки с наклонена облегалка, с геометрични декорации и често с митологична фигура, издълбана в седалката.

#### Лютиерство
Кремона се превръща в основен център на италианското производство на цигулки от 16 век с откриването на работилницата на Андреа Амати. Именно в тази работилница семействата Гуарнери и Страдивари изучават изкуството през 17 век и тяхното име оттогава се свързва с най-добрите цигулки в света.

#### Пазари и панаири
В Милано има четири общи пазара (или панаири) годишно в съответствие с деня на Свети Лаврентий (10 август), Успение Богородично (15 август), деня на Свети Вартоломей (24 август) и празника на Свети Амвросий (7 декември). Тези, които отиват там да купуват или продават, обикновено са освободени от определени мита и данъци. В някои случаи имунитет е даван за няколко дена преди и след събитието на всеки, който идва да търгува.
Пазарите се провеждат в петък и събота, а по-малките пазари – всеки ден на много площади в града. В Милано всеки от големите пазари е специализиран в продажбата на определена категория стоки и има точно местоположение. Има пазар на зеленчуци и плодове в Кордузио (въпреки че мнозина излизат извън стените в Борго дели Ортолани), този на месо е в Броло, този на риба е в квартал Пескерия Векия, а след това се мести зад Бролето Векио, този на дървен материал, сено и слама е на Понте Ветеро при Порта Комазина. В провинцията също се провеждат големи панаири в определени дни, а по-малки - на седмична база.

### Търговски обмен
Търговският обмен на Миланското херцогство, както и с различни италиански държави, е особено важен с Германия и Швейцария, по-специално с градовете Улм (където има къща, наречена "in dem Mailand"), Нюрнберг, Констанц, Люцерн, Цюрих и Санкт Гален. В Милано немските търговци стават толкова много, че се създава Склад на немците (Fondaco dei Tedeschi). 
Херцогството внася основно необработени метали, необработена вълна, коне, седла, керамика, кристали и калиев нитрат, и изнася оръжия, доспехи и селскостопански продукти. От Франция се внасят вълна и платна и се изнасят доспехи и гоблени, от Испания – кожа и вълна, от Фландрия – платове, платна, някои тъкани, а от скандинавските монархии – редки кожи, които не могат да се намерят другаде. От Венецианската република се внасят предимно желязо, злато, сол и подправки, но понякога и екзотични животни като слонове, лъвове или определени птици. От Маркграфство Мантуа се купуват много коне, считани за най-добрите в Италия.
Кредитните операции са благоприятствани от въвеждането на записи на заповед, които вече се използват поне от 1325 г., когато все още не е роден Франческо Датини, на когото се приписва изобретението. Има 16 милански търговски клона в останалата част на Италия и в чужбина.
Медичите имат постоянно присъствие в Милано от 1455 г. благодарение на дарението от Франческо Сфорца на неговия приятел Козимо Медичи на красива сграда в квартал Боси, където е създаден клон на Банката на Медичите, ръководен от Пиджело Портинари; скоро тя се превръща в един от най-разкошните дворци в града.

## Транспорт и комуникации

### Коне
Конят е най-бързият начин за пътуване по суша. Тогава конете се отличават не толкова по расата, колкото по употребата. Дестриерите (destrieri) са големи коне, обикновено жребци, мускулести, с развита задница; те са идеалният тип за използване във войни и турнири, но са толкова скъпи, че само големите благородници могат да си ги позволят. Жребец може да струва от пет до десетки пъти цената на обикновен кон. Ето защо много рицари прибягват до бегачи (corsieri) – по-малки и по-леки, но вероятно по-пъргави, бързи, както и по-евтини, по-подходящи за използване в леката кавалерия и за лов. Палафрените (palafreni) са леки коне, подходящи за дълги пътувания, често яздени от дами, тъй като те могат да изпълняват амблио – особена походка на коня, която намалява сътресенията, правейки ездата по-удобна. Рондзините (ronzini) са малки коне, подходящи за много цели (война, стрелба, превоз на хора): „големите" рондзини са яздени от пажове, докато малките рондзини са яздени от сакомани (saccomanni) и функционират като малки впрегатни коне.
Най-популярните коне идват от Германия и Маркграфство Мантуа. Най-ценеата и търсена грива е бялата, следвана от сивата, обикновено запазена за херцога, най-големите благородници и великите кондотиери. В херцогството семействата Тривулцио и Сансеверино могат да се похвалят с най-добрите конюшни.
Обичайно на коня се дава име. Един кон може да извърви около 30–50 км на ден по равнините за около 8 часа със скорост около 6–7 км/ч. Най-добрите коняри биха могли да имат цена, сравнима с тази на коня.

### Карети
Вид каруци, наречени „карети“, започват да се разпространяват в Милано по време на управлението на Галеацо Мария Сфорца, когато в двора вече има надзирател на каретите. При Лудовико 'Мавъра' те вече са доста използвани. Смята се, че през последното десетилетие на 15 век в Милано има около 60 карети, теглени от две двойки коне, и много повече, теглени от една двойка или от един кон, но като цяло те са много малко във всички останали градове. За сравнение, в началото на 16 век в Париж само три семейства притежават карета.
Каретите се състоят от неподвижна (или безпружинна) дървена кутия с четири колонки и четири колела; най-луксозните са с позлатени инкрустации. Покривът има кофраж, изработен от дървени кръгове, върху които лежи богато украсено покривало от дебел плат. Някои имат брояч за километраж – механичен инструмент, съставен от зъбни колелца и свързан с колелата на каретата, който позволява да се следи разстоянието.
Има големи карети, подходящи за дълги пътувания, и малки карети за кратки пътувания. Те могат да са открити или покрити, като в последния случай се наричат bossole. Кочияшът язди на кон, докато дамите седят върху каретата или вътре в нея върху богати копринени покривала и възглавници. Благородниците пътуват винаги на коне и никога в карета, смятайки я за транспортно средство за жени.

### Поща
Пощенските услуги функционират в Милано още през 1264 г. и се управляват от търговската гилдия. Вследствие на по-голямата отвореност към международната търговия Миланското херцогство развива пощенски услуги и с Кралство Франция и с останалата част от Свещената Римска империя през проходите Симплон и Сен Готард.
Канцеларията на Замъка на Сфорците е постоянна начална и крайна точка за безброй куриери. Службата се извършва от кавалари (cavallari, конници) – куриери, които пренасят пратки и предмети на коне, спирайки на пощенските станции за смяна на конете по няколко пъти на ден. Писмата се запечатват с плътен восък в различни цветове и с различни символи, за да се намали възможността за фалшификация. Специален печат, изобразяващ главата на херцога в профил или някоя от неговите емблеми, е подпечатан с corniola, който той винаги носи на пръста си; използва се в писма относно важни политически въпроси и за заповеди до кастеланите. Когато кастелан трябва да напусне замъка или да го даде на друг по някаква причина, той първо получава писмо, запечатано с бял восък, където херцогът го инструктира за характеристиките на корниолата (цвят, емблема), с който ще бъде запечатано второти писмо с разрешение. В най-спешните писма се добавя думата cito (бързо), а степента на спешност се определя от броя на повторенията. В някои случаи е добавен и символ, подобен на "M" или "Y", за да предупреди куриера да побърза под заплаха от обесване. Каваларите могат да пътуват по 80–100 км на ден, а в някои случаи и на по-големи разстояния чрез смяна на коне в пощенските станции.
Пощенската услуга обаче не се ограничава само до нуждите на канцеларията. Галеацо II Висконти и още повече неговият син Джан Галеацо Висконти подлагат изпращането и получаването на писма от всеки жител на херцогството на строг регламент, базиран на маркировката, ръководена от Службата по сметките.

### Канали
Каналите на Милано - Навили (Navigli) са система от напоителни и плавателни канали с център в град Милано, която свързва езерото Маджоре, езерото Комо и Долно Тичино, отваряйки пред  ломбардската столица водните пътища на Швейцария и Северозападна Европа, на Кантон Граубюнден и Североизточна Европа, и на река По към Адриатическо море.
С редовния воден режим на Навили са напоявани и направени продуктивни огромни площи, което е свързано с рекултивационните дейности, започнати от монасите на абатствата на юг от Милано още през 10 век. Изграждането на цялата система продължава от 12 до 19 век. Кръгът на Навили (Cerchia dei Navigli), известен още като Вътрешен канал (Naviglio Interno), Вътрешен ров (Fossa Interna) или Вътрешен кръг (Cerchia Interna), представлява миланския „цип“, която позволява на системата да функционира като цяло.
Каналите, които са част от системата на Миланските навили, са следните:
- Голям канал (Naviglio Grande)
- Канал на Павия (Naviglio Pavese)
- Канал на Мартезана (Naviglio della Martesana)
- Канал на Падерно (Naviglio di Paderno)
- Канал на Берегуардо (Naviglio di Bereguardo)
- Навилячо (Navigliaccio)
- Кръг на каналите (Cerchia dei Navigli), изчезнал днес
- Канал „Сан Марко“ (Naviglio di San Marco), изчезнал днес
- Канал „Валоне“ (Naviglio Vallone), изчезнал днес

Изкуствените водни басейни са:
- Док на Порта Тичинезе (Darsena di Porta Ticinese)
- Езерце „Сан Марко“ (Laghetto di San Marco), изчезнало днес
- Езерце „Санто Стефано“ (Laghetto di Santo Stefano), изчезнало днес
- Римско речно пристанище на Милано (Porto fluviale romano di Milano), изчезнало днес

Най-важните плавателни щлюзове по Миланските канали са:
- Шлюз на Коронованата (Conca dell'Incoronata), не се използва
- Шлюз Виарена (Conca di Viarenna), не се използва
- Шлюз Фалата (Conca Fallata)
- Конкета (Conchetta)

Други изкуствени канали – част от хидрографията на Милано са:
- Каво Тичинело (Cavo Ticinello)
- Каво „Редефоси“ (Cavo Redefossi)
- Канал „Тичинело“ (Canale Ticinello)
- Ветабия (Vettabbia)

### Реки
Територията на Милано е особено богата на вода предвид факта, че градът се намира на „линията на изворите“, където подпочвено се срещат геоложки слоеве с различна пропускливост. Тази ситуация позволява на дълбоките води да изплуват отново на повърхността, особено в югозападната част на Милано, където съставът на почвата заедно с нивото на водоносния хоризонт им позволява да се издигнат.
Първото описание на хидрографията на Милано е направено от Бонвезин де ла Рива – италиански писател и поет, живял между 13 и 14 век. Най-важните водни пътища на Милано и на неговия столичен район са реките Ламбро, Олона и Севезо, потоците Боценте, Гарбогера, Лура, Мерлата и Пудига, плавателните канали Навильо дела Мартезана, Навильо Гранде, Навильо Павезе, Навильо ди Берегуардо, Навильо ди Падерно и Ветабия, както и изкуствените водни пътища Канал Тичинело, Канал Ветра, Каво Редефоси, Каво Тичинело и Южно Ламбро. В Милано има и два важни изкуствени басейна: Док на Порта Тичинезе и Хидроскалото на Милано.

## Защита

### Армия

#### Състав
Един от най-добрите документи, очертаващи състава на армията на Сфорца, е съставен през 1472 г. от Филипо Еустаки – кастелан на Павия по заповед на херцог Галеацо Мария Сфорца. Сфорца възнамерява да възобнови военните действия срещу Венецианската република след агресивните военни маневри, извършени от Бартоломео Колеони близо до границите между двете държави. По този повод е събрана армия от около 42 800 души, от които 24 700 конника (от които 2700 тежковъоръжени и 22 000 други), разделени на 140 отделения и 18 000 пехотинци (3780 тежковъоръжени, наречени compagni, и 12 600 други, наречени paghe), разделени на две армии. Първата армия трябва да нахлуе в района на Бреша и е съставена от около 17 400 конници, разделени на 100 отделения, на свой ред разделени на 6 корпуса от 15-19 отделения всеки и 11 800 пехотинци. Втората армия трябва да нахлуе в района на Верона и наброява около 7300 конници, разделени на 40 отделения, на свой ред разделени на три корпуса от по 12-14 отделения и 6300 пехотинци. 
Първият корпус, най-големият със своите 19 отделения и вероятно най-добре въоръжен, е воден от самия херцог, заобиколен от други капитани, принадлежащи към семейството му или в тясно роднинство с него. Другите корпуси са командвани различно от велики господари като Лудовико III Гондзага – маркиз на Мантуа, Гулиелмо VIII – маркиз от Монферат и Джовани II Бентивольо – господар на Болоня, смесени или не с наемническите войски на благородници като Роберто Сансеверино, Пиетро II Дал Верме или Гуидо де Роси и дори отряди от „пречупени копия“ (копия, първоначално принадлежащи на наемническа войска, чийто кондотиер е мъртъв), на свой ред водени или не от нов капитан.
Забелязва се, че броят на конниците е дори по-голям от този на пехотата. Всяко отделение е съставено от 120 до 200 конници (средно по 150). От своя страна то е разделено на единици, известни като копия (от 20 до 40 на отделение, средно по 25), образувани от човек на оръжието (капитан). Капитанът е подпомогнат от 4-5 други конници, двама от които са оръженосци на дестриери (жребци) или на корсиери (бегачни коне), двама пажове на големи рондзини (вж. „Коне“ по-горе) и един сакоман на малък рондзин. Последният се грижи за екипировката и плячката, и рядко участват в истинската битка.
Пехотата е съставена от пехотинци, набрани в съответните им територии (в случая – лонбардци, монфератци, мантуанци, болонци и форлийци), разделена на тежка и лека пехота, като включва и четири отделения арбалетчици на коне. Тази специална част отива на бойното поле и при нужда бяга от него на кон, но е включена в пехотата, тъй като се бие пеша.
От армията на Миланското херцогство е част и флот от 50 галери.

#### Военни разходи
Разходите за армията са разделени според прогнозите за седем месеца война (от май до декември) и четири месеца мир (от януари до април). Разходите за издръжка, тоест тези за издръжка на армията във военно време, варират от 4-5 дуката на кон до 8 дуката на пехотинец, докато временните разходи, тоест тези за издръжка на армията в мирно време, варират от 10 до 40 дуката на кон. Следват разходите за обоза, за херцога и извънредните разходи. Войската тежи на хазната около 600 хил. дуката, а флотата – 200 хил. дуката.

#### Артилерия
Анализирайки кампанията, разработена от Галеацо Мария Сфорца срещу венецианците през 1472 - 1474 г., може да се види как използването на артилерия все още има предимно обсаден характер. Армията трябва да носи четири бомбарди с голям калибър, два със среден калибър, наречени „ферлини“ (ferline), два с малък калибър, наречени руфанели (ruffianelle) или бастардели (bastardelle), и осем спингарди.
Четирите големи бомбарда изстрелват сферични камъни с тегло от 300-400 либри (ок. 98–130 кг) до 25 рубии (около 204 кг). По-големият калибър бомбард, излят през 1471 г. от Мафео да Комо и Даниеле Майнери, се нарича Galeazzesca Vittoriosa в чест на херцога. Той има калибър от 530 мм и е с тегло 8,6 тона, и може да изстрелва камъни от 186–210 кг. Другите три, направени от лигурийския леяр Франческо Бианко, се наричат Корона (с калибър от 460 мм), Бисона (свързана с змията на герба на Висконти) и Лиона, и двете с калибър от 410 мм. Аверлино съобщава, че устието на последните две има вид на змия и на лъв.
В зависимост от типа бомбард за изстрелването на един куршум са нужни от 40 до 100 либри барут. Бомбардите са толкова тежки, че трябва да бъдат разглобени, за да бъдат транспортирани на големи каруци, теглени от двойки волове. За транспортирането на един единствен бомбард, на предназначения за нея барут, на дървените навеси и на инструментите за маневрирането и функционирането му, са необходими от 28 до 42 чифта волове.
Ферлинът хвърля камъни с тегло от 9 рубии (74 кг), всеки от които изисква 33 либри барут. Руфианелите хвърлят камъни, тежащи 16 либри (около 5 кг). Спингардът е артилерийска част с калибър 20–80 мм, способен да изстрелва оловни куршуми от 10-15 либри (3–5 кг).
В инвентара се появяват и два цевни органа (organetti) – артилерийски части, състоящи се от нещо като колесница, на която са монтирани няколко оръжейни цеви на една или повече линии, свързани помежду им с подвижна дървена дъска, през която се стреля. Малките дупки на затвора на органетите са свързани с една барутна лента, така че да могат да се стреля едновременно от всички цеви.
Има и използване на rachette – вид запалителни ракети, които могат да бъдат изстрелвани с арбалет по подобен начин на веретоните. И накрая, в момент, когато вече е излязъл от употреба, се появява един единствен требушет с името bricola или pertica.
Разходите за артилерийски оръдия, инструментите, необходими за подреждането им на бойното поле, и за поддръжката, и заплатите на артилеристите възлизат на около 25 хил. дуката.

#### Флот на река Ада
Река Ада представлява източната граница на Миланското херцогство с Венецианската република и нейните мостове са от голямо стратегическо значение. Херцогството поддържа малък флот, за да защитава водите си, както и редица укрепени замъци, кули и мостове. За отбраната и патрулирането на участъка на Лоди е планирано използването на малък галеон близо до моста на Лоди, четири „котки“ (или barbotte) – малки лодки, чиято палуба е покрита с кожи за защита на бойците, и четири редегуарда – малки кораби с водоизместимост 1/5 от тази на галеона и оборудвани с висок парапет.
Галеонът има екипаж, състоящ се от капитан (comitale), двама кормчии (paroni), един корабен магистрат, един бомбардировач и 72 гребци (navaroli), както и 30 арбалетчици и 20 пехотинци за общо 127 души. Екипажът на „котката“ се състои от капитан, кормчия, капитан на кораба и 20 гребци, а редегардът има капитан, кормчия и 10 гребци. Еднопалубните галеони са екипажа, посочен по-горе, с изключение на само 34 гребци и 20 арбалетчика и 20 пехотинца всеки.
След корекция от Филипо дели Еустаки е решено да се използва 2-палубен галеон заедно с три малки галеона (galioncelli) на мост в участъка на реката между Лоди и Пицигетоне, и мостът на Лоди да бъде обслужван от три редегарда и три котки.
В документа има и три малки лодки, наречени burgelli – нещо като малки рибарски лодки, които качват по четири пехотинци всяка и които са използвани за патрулиране на реката.
В крайна сметка флотът на Ада се състои от 25 галеона, от които 17 големи галеона, два 2-палубни галеона, три 1-палубни галеона и три малки 1-палубни галеона. Очевидно другите 25 кораба са на гарнизон на река Тичино, като тяхна база е град Павия. За координирането на работата на флота, наблюдението на реката и бързото изпращане на съобщенията на брега на реката са издигнати на редовни интервали бараки с охрана. Разстоянието между две бараки трябва да бъде такова, че да се чува викът на стражите от съседните.

#### Лагеруване
Една армия не е съставена само от бойци, но се конфигурира като вид движещ се град. На служба на херцога при война има поне 6 съветници, 8 благородници, 50 камериери, 2 лекари, 1 аптекар, 2 свещеници, 2 ловци (stambercchieri)), 12 лакеи, 3 компасчици, 10 монтажници на палатки, 2 готвачи, 6 коняри, 6 носачи, 24 тромпетисти, както и сенешали, бюфетчици, раздавачи, сервитьори, пекари, първенци, самарджии, бръснари, шивачи и обущари за общо почти 200 души на около 500 коня, които заемат около 60 палаткии. Към тях се прибавят тримата генерални канцлери на херцогството: Чико Симонета, Джакомо Алфиери (или Алферо) и Габриеле Палеари (или Паляри), които на свой ред имат наети няколко слуги. Палатката на херцога е в центъра на лагера и винаги има няколко свободни палатки за настаняване на посланици.

## Външна политика
Необходимостта от първоначална стабилна дипломатическа служба започва да се усеща в Миланското херцогство с консолидирането на властта на херцозите през 14 век. Отношенията в областта на външната политика между Държава Милано и нейните търговски и градски представителства във всеки случай са винаги двойствени: от една страна има редовни придворни посланици в различните европейски градове от онова време и в италианските държави, а от друга е налична и една втора група, съставена от хора, назначени от представителите на Комуна Милано. Докато първите се занимават до голяма степен с решаването на международни въпроси, вторите се фокусират върху защитата на икономическите и търговските каузи на миланците, както и върху защитата на обичайните права, придобити с течение на времето в определени държави.
Първото представителство, което се създава, е желаното от херцог Джан Галеацо Висконти в Генуезката република: местният посланик винаги има привилегирована роля за Милано, тъй като градът с право се смята за естествения морски изход на херцогството. Дори след откриването на Америка миланската дипломация не чувства особено необходимостта да се придвижи към Атлантика и великите сили, но освен че поддържа традиционни отношения с Испания и Франция, тя развива силни контакти с други територии, принадлежащи на династията на Хабсбургите и със съседните страни, също по политически причини (през 16 век миланската дипломация стига чак до Полша и Унгария). Сред миланските семейства, които най-много се занимават с дипломатическата кариера, са Мелци, Адобати, Кроче, Фереро, Гирингели, Оси, Пекио, Песталоци, Риволта, Стампа и Дзанели (или Адзанели). Трябва да се напомни и за присъствието на Апостолическа нунциатура в Милано.